# Guy Ferland
Guy Ferland (* 18. Februar 1966 in Beverly, Massachusetts) ist ein US-amerikanischer Film- und Fernsehregisseur.

## Leben und Karriere
Guy Ferland wurde im Februar 1966 in Beverly im US-Bundesstaat Massachusetts geboren und wuchs in New Hampshire auf. Nachdem er im Alter von 13 Jahren Alfred Hitchcocks Kriminalfilm Berüchtigt gesehen hatte, entschied er sich, selbst Filmemacher zu werden. So studierte er Filmproduktion an der University of Southern California, die er 1988 mit einem Bachelor of Arts abschloss. Drei Tage später fing er als Joel Schumachers Assistent an und arbeitete so in den nächsten fünf Jahren mit ihm an den Filmen Seitensprünge, Flatliners – Heute ist ein schöner Tag zum Sterben, Teen Agent – Wenn Blicke töten könnten, Entscheidung aus Liebe, Falling Down – Ein ganz normaler Tag und Der Klient. 1995 schrieb und inszenierte er mit Innocent Babysitter seinen ersten eigenen Spielfilm.
Zwei Jahre später inszenierte Ferland das Filmdrama American Dreamer – Charmante Lügner mit Brad Renfro und Kevin Bacon in den Hauptrollen, das 1998 vom National Board of Review für Exzellenz im Filmemachen gewürdigt wurde. Nach der Inszenierung der Filmkomödie Pizza für eine Leiche (1999) arbeitete er mit den ABC-Fernsehfilmen Unantastbar – Unsere ehrwürdigen Söhne (1999) und After the Storm (2001) erstmals fürs Fernsehen. 2002 folgte mit Bang, Bang, Du bist tot ein Filmdrama, das auf dem Theaterstück Bang, Bang, You’re Dead von William Mastrosimone basiert und sich frei an die Ereignisse des Amoklaufs an der Columbine High School drei Jahre zuvor anlehnt. Dafür gewann er einen Directors Guild of America Award, einen Daytime Emmy Award und den Zuschauerpreis auf dem Nantucket Film Festival. 2004 inszenierte er mit dem Tanzfilm Dirty Dancing 2 seinen bisher letzten Spielfilm, ehe er sich hauptberuflich dem Fernsehen zuwandte.
Insgesamt entstanden durch ihn bis Ende 2013 Episoden zu 39 verschiedenen Fernsehserien. Nach einer Episode von Ed – Der Bowling-Anwalt (2002), war er in der sechsjährigen Laufzeit der FX-Serie The Shield – Gesetz der Gewalt (2002–2008) an insgesamt 13 Episoden als Regisseur beteiligt. Während und seit dieser Zeit inszenierte er Episoden verschiedener Serien, darunter Dr. House (2005), The Unit – Eine Frage der Ehre, Prison Break (beide 2006), Saving Grace (2007–2009), Vampire Diaries (2009), Torchwood, Criminal Minds (beide 2011), Homeland (2011–2012), Elementary und Once Upon a Time – Es war einmal … (beide 2013).

## Filmografie (Auswahl)
- 1995: Innocent Babysitter (The Babysitter)
- 1997: American Dreamer – Charmante Lügner (Telling Lies in America)
- 1999: Pizza für eine Leiche (Delivered)
- 1999: Unantastbar – Unsere ehrwürdigen Söhne (Our Guys: Outrage at Glen Ridge, Fernsehfilm)
- 2001: After the Storm (Fernsehfilm)
- 2002: Ed – Der Bowling-Anwalt (Ed, Fernsehserie, Episode 2x18)
- 2002: Bang, Bang, Du bist tot (Bang, Bang, You’re Dead)
- 2002–2008: The Shield – Gesetz der Gewalt (The Shield, Fernsehserie, 13 Episoden)
- 2004: Dirty Dancing 2 (Dirty Dancing 2: Havana Nights)
- 2005: Dr. House (House, Fernsehserie, Episode 1x08)
- 2006: The Unit – Eine Frage der Ehre (The Unit, Fernsehserie, Episode 1x02)
- 2006: Prison Break (Fernsehserie, Episoden 1x17)
- 2007–2009: Saving Grace (Fernsehserie, 4 Episoden)
- 2008–2009: Eleventh Hour – Einsatz in letzter Sekunde (Eleventh Hour, Fernsehserie, 3 Episoden)
- 2008–2014: Sons of Anarchy (Fernsehserie, 12 Episoden)
- 2009: Vampire Diaries (The Vampire Diaries, Fernsehserie, Episode 1x04)
- 2010: Rubicon (Fernsehserie, Episode 1x02)
- 2010–2013: The Walking Dead (Fernsehserie, 6 Episoden)
- 2011: The Chicago Code (Fernsehserie, Episode 1x03)
- 2011: Torchwood (Fernsehserie, 3 Episoden)
- 2011: Criminal Minds (Fernsehserie, Episode 7x06)
- 2011–2012: Breakout Kings (Fernsehserie, 3 Episoden)
- 2011–2012: Homeland (Fernsehserie, 3 Episoden)
- 2011–2014: The Mentalist (Fernsehserie, 5 Episoden)
- 2013: Once Upon a Time – Es war einmal … (Once Upon a Time, Fernsehserie, 2 Episoden)
- 2013: Elementary (Fernsehserie, 2 Episoden)
- 2013–2014: Ray Donovan (Fernsehserie, 2 Episoden)
- 2015: Marvel’s Daredevil (Fernsehserie, Episode 1x06)
- 2015: Into the Badlands (Fernsehserie, 3 Episoden)
- 2019–2021: Yellowstone (Fernsehserie, 5 Episoden)
- seit 2021: Mayor of Kingstown (Fernsehserie, 6 Episoden)
- 2022: Tulsa King (Fernsehserie, 2 Episoden)
- 2023: 1923 (Fernsehserie, 2 Episoden)